# Melanocetus
A Melanocetus a csontos halak (Osteichthyes) főosztályának sugarasúszójú halak (Actinopterygii) osztályába, ezen belül a horgászhalalakúak (Lophiiformes) rendjébe és a Melanocetidae családjába tartozó nem.

## Rendszertani besorolásuk
A Melanocetus az egyetlen neme a Melanocetidae családnak.

## Rendszerezés
A nembe az alábbi 6 faj tartozik:
- Melanocetus eustalus Pietsch & Van Duzer, 1980
- púpos horgászhal (Melanocetus johnsonii) Günther, 1864 - típusfaj
- Melanocetus murrayi Günther, 1887
- Melanocetus niger Regan, 1925
- Melanocetus polyactis Regan, 1925
- Melanocetus rossi Balushkin & Fedorov, 1981